# Raffreddamento a liquido per PC
Il raffreddamento a liquido per PC si basa su un impianto che mantenga una temperatura in un intervallo quanto più costante possibile di uno o più componenti del personal computer, il trasferimento termico dall'elemento da raffreddare al fluido, avviene principalmente per convezione, e quindi per scambio di calore sensibile.

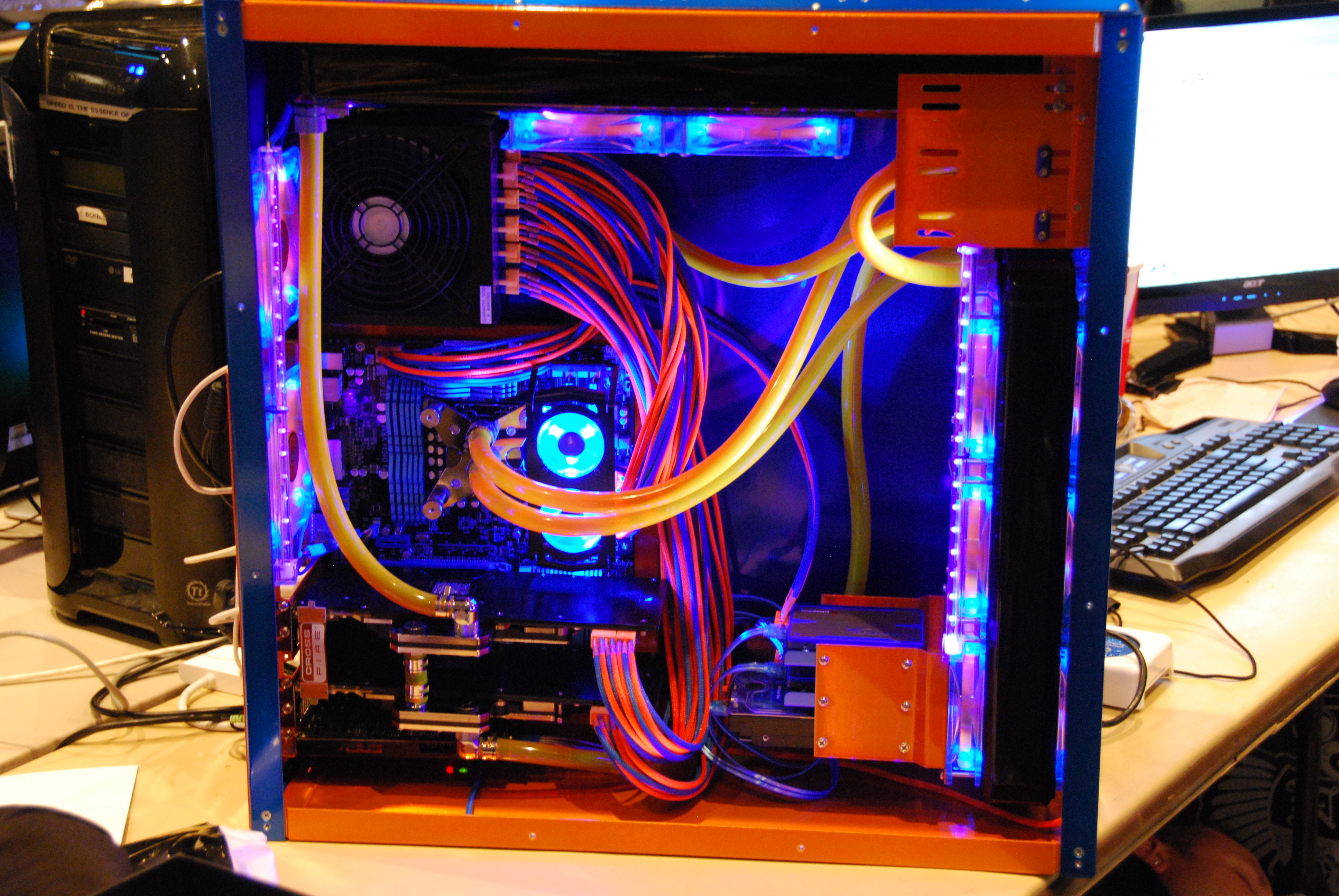
Esempio di PC dotato di un impianto di raffreddamento a liquido

## Componenti
I componenti di un sistema di raffreddamento a liquido per PC sono i seguenti:
- Serbatoio: Contenitore, solitamente di plastica, in cui il fluido refrigerante viene immagazzinato.
- Fluido Refrigerante: Fluido che scorre all'interno dell'impianto, che ha il compito di trasportare il calore dal waterblock alle altre zone del sistema di raffreddamento, è spesso usata dell'acqua distillata, alla quale vengono talvolta aggiunte varie sostanze chimiche atte alla prevenzione della proliferazione di batteri e alghe, oppure coloranti per scopi puramente estetici.
- Pompa: Dispositivo meccanico usato per spostare il fluido refrigerante all'interno del sistema.
- Radiatore: Scambiatore di calore, usato per trasferire l'energia termica dal fluido refrigerante all'aria dell'ambiente in cui è posto il radiatore; generalmente vengono poste 1 o più ventole per aumentare il flusso d'aria che attraversa il radiatore (in media la differenza fra temperatura di ingresso ed uscita di un radiatore è minima, si parla solo di qualche °C).
- Waterblock: Dispositivo posto sopra il componente da refrigerare (in modo simile ad un dissipatore), che ha il compito di trasportare il calore dal componente al fluido refrigerante. Molti componenti del PC possono essere raffreddati con un sistema a liquido, ma quelli che ne beneficiano di più sono sicuramente la CPU e la GPU.
- Tubi: Vengono utilizzati dei normali tubi in PVC morbido o in policarbonato (rigidi),  solitamente di colore trasparente, ma si possono trovare anche di tutti i colori.
- Raccordi e tappi: In un impianto di raffreddamento a liquido sono presenti molti tipi di raccordi e tappi, ma possiamo dividerli in: raccordi per l'unione di due o più tubi (come il raccordo a T), raccordi per componenti (generalmente usati per unire un tubo al radiatore, al waterblock, pompa, ecc), tappi per serbatoi o tubi.

## Funzionamento
Un sistema di raffreddamento a liquido per pc funziona grazie al continuo circolo del fluido refrigerante garantito dalla pompa.
Il ciclo del fluido refrigerante è quindi il seguente:
1. Il fluido è immagazzinato nel serbatoio (questo componente potrebbe essere omesso, in tal caso viene l'impianto chiamato "circuito chiuso").
2. La pompa preleva il fluido dal serbatoio e lo spinge all'interno del circuito fino al raggiungimento del waterblock.
3. Il fluido esce dal waterblock ad una temperatura leggermente superiore a quella di ingresso, mentre il waterblock ed il componente ad esso collegato vengono raffreddati .
4. Infine il liquido attraversa il radiatore, che ne dissipa parte del calore, e viene riversato nuovamente nel serbatoio.

Il ciclo mostrato sopra è solo un esempio delle diverse configurazioni possibili (si tratta della configurazione più comune e sicura), il fluido potrebbe infatti passare prima nel radiatore e poi nel waterblock, e le varianti possibili aumentano nel caso di un impianto che raffreddi 2 o più componenti.
La temperatura del fluido tende a variare in base al calore che viene fornito al liquido ed alla capacità di dissipazione del radiatore, ci si può ritrovare in tre situazioni:
1. Il waterblock trasferisce più calore di quanto il radiatore ne possa dissipare, in questo caso la temperatura del liquido aumenta costantemente, mentre la temperatura del componente raffreddato aumenta esponenzialmente nel tempo.
2. Il waterblock trasferisce lo stesso calore che il radiatore è in grado di dissipare, in questo caso si instaurerà una situazione di equilibrio, in cui sia il componente raffreddato che il fluido raggiungeranno una temperatura costante.
3. Il waterblock trasferisce meno calore di quanto il radiatore ne possa dissipare, in quest'ultimo caso il fluido tenderà a raggiungere la temperatura ambiente e la temperatura del componente raffreddato sarà leggermente più alta (vicina a quella ambiente).